# Porto Marghera
Porto Marghera (sigla internazionale UN/LOCODE: IT GHE) è un’infrastruttura marittima italiana sull'Adriatico, ricompresa nel comune di Venezia.
Si estende su una superficie complessiva di oltre 2.000 ettari dei quali circa 1.400 occupati da attività industriali, commerciali e terziarie, circa 350 occupati da canali navigabili e bacini, 130 riservati al porto commerciale e il restante suolo occupato da infrastrutture stradali e ferroviarie. 
Sito di Interesse Nazionale in base alla legge 426/1998 che ne riconosce l’alto rischio ambientale e la necessità di bonifica e messa in sicurezza.

## Storia
A partire dal 1917 la Società Porto Industriale realizzò la grande zona industriale di Porto Marghera, bonificando i terreni lagunari e costruendo ferrovie, canali artificiali navigabili e strade. In particolare, ogni azienda della zona venne collegata alla rete ferroviaria nazionale attraverso due rami ferroviari (oggi denominati Linea Petroli e Linea Enichem).
Il 17 maggio 1922 fu inaugurato il canale Vittorio Emanuele, che collegava la stazione marittima a Marghera, e nel 1925 si aprì ufficialmente il traffico. 
Nel giro di pochi anni, tra il 1920 e il 1928, si erano insediati a Marghera ben 51 stabilimenti attivi nel settore metallurgico, chimico, meccanico, cantieristico, petrolifero, elettrico.
Durante la seconda guerra mondiale la rete ferroviaria di Porto Marghera venne pesantemente bombardata dagli alleati, ma fu rapidamente ricostruita ed ampliata, con la realizzazione dei parchi ferroviari Breda e Nuovo.
Nel 2012 viene inaugurato un nuovo parco ferroviario nei pressi del porto per ristrutturare e rafforzare l'infrastruttura ferroviario-portuale.
Realizzato con un intervento da 12,2 milioni di euro, cofinanziati dall'Unione europea per 900.000 euro attraverso il programma TEN-T.
Nel 2018, Eni e NextChen, controllata del gruppo Technimont, hanno avviato lo studio di fattibilità tecnico-economica per la riconversione industriale dell'ex raffineria in un impianto a basso impatto ambientale, che dovrebbe produrre energia, idrogeno e bioetanolo a partire da rifiuti solidi urbani e plastiche non riciclabili.
La legge finanziaria per l'anno 2020 ha istituito una zona logistica semplificata nel porto di Marghera, che beneficia di semplificazioni burocratiche e di sgravi fiscali, risultando compatibile con la normativa europea in tema di aiuti di Stato.
Entro il 2025 è prevista la realizzazione sull'ex area Montefibre, di una nuova stazione terminal per il trasporto dei container.

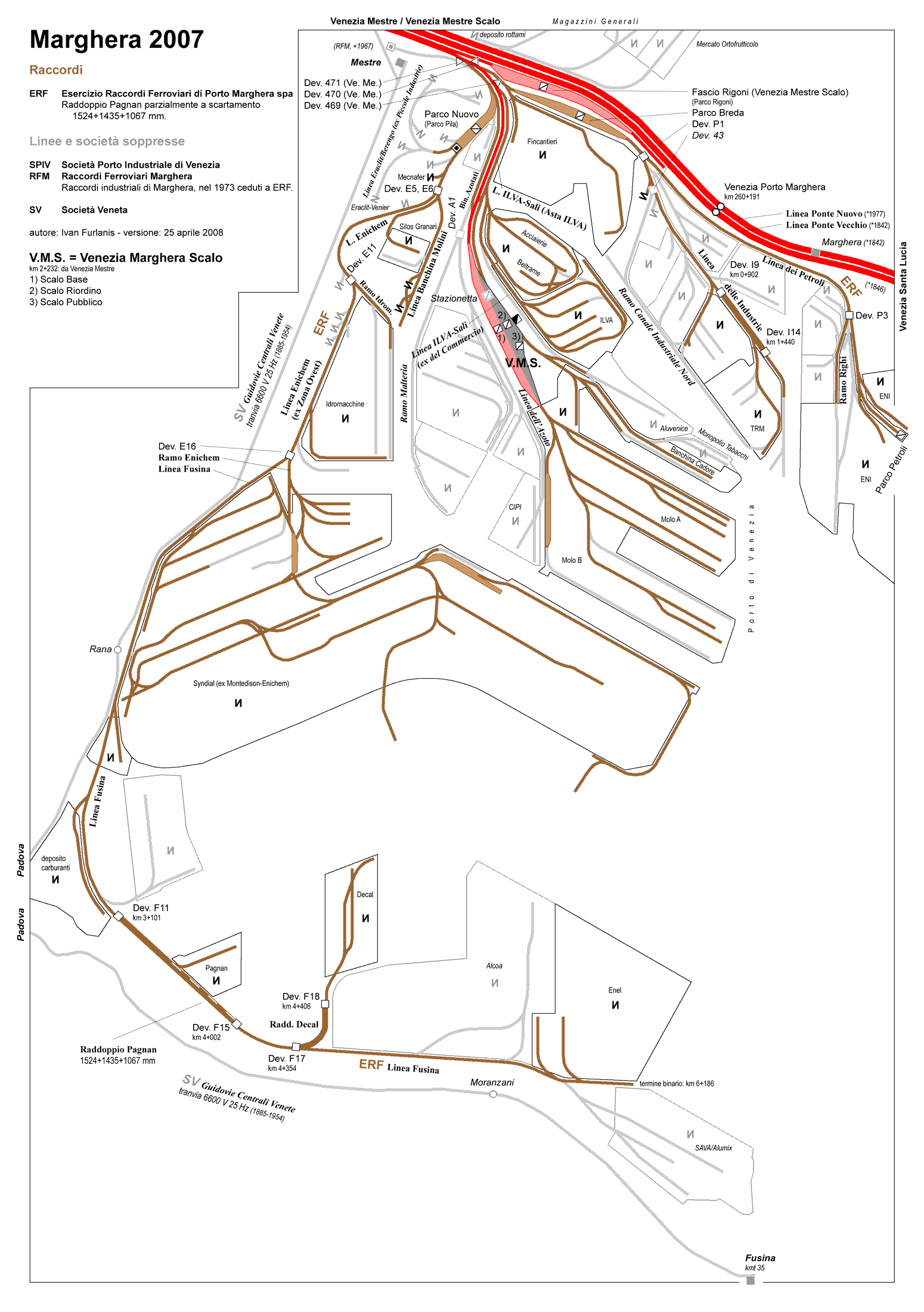
Mappa ferroviaria di porto Marghera